# Union des porte-bannières orthodoxes (Russie)
L'Union des porte-bannières orthodoxes (SPKh; russe : Союз православных хоругвеносцев) est une organisation nationaliste et fondamentaliste russe qui s'identifie comme faisant partie de l'Église orthodoxe russe, bien que cette dernière ait implicitement désavoué cette affiliation. L'organisation est dirigée par Leonid Simonovitch-Nikchitch (ru), qui a cofondé le groupe en 1992. L'objectif principal déclaré de l'Union est de « ressusciter l'esprit » de l'orthodoxie russe, en organisant des processions avec des bannières et des icônes à Moscou et dans d'autres régions.

Le groupe est devenu célèbre pour son utilisation et sa promulgation de l'expression «orthodoxie ou mort» et son association avec de violents réactionnaires skinheads. En 2009, le chef de l'Église orthodoxe russe, le patriarche Cyrille, a dénoncé ce slogan et dit de «se méfier» de ceux qui l'utilisaient, dans une homélie en mars 2009 lors de laquelle il tint ces propos : 
Lorsque nous entendons des appels fervents à la bataille, à la division, au salut de l'orthodoxie jusqu'à la mort, lorsque nous entendons des slogans tels que "l'orthodoxie ou la mort", nous devons nous méfier de ces prédicateurs. Le Seigneur n'a jamais dit : "Mon enseignement ou la mort". Pas un seul apôtre n'a dit : "L'orthodoxie ou la mort". Parce que l'orthodoxie, c'est la vie éternelle, la joie dans le Saint-Esprit, la joie de vivre, la beauté de la vie, mais la mort, c'est la déchéance, le résultat de la chute, et l'influence du diable. Parmi nous, aujourd'hui encore, apparaissent de temps en temps de faux maitres qui tentent le peuple avec l'appel à sauver l'orthodoxie, à sauver sa pureté, et qui répètent ce slogan dangereux, pécheur et contradictoire : "L'orthodoxie ou la mort." Dans les yeux de ces personnes, vous ne trouverez pas l'amour ; en elles brûle le feu démoniaque de l'orgueil, de la recherche du pouvoir de l'Église et de la destruction de l'unité de l'Église.